# Urzulei
Urzulei település Olaszországban, Szardínia régióban, Ogliastra megyében. Lakosainak száma 1092 fő (2023. január 1.). Urzulei Baunei, Dorgali, Orgosolo, Talana és Triei községekkel határos.

## Népesség
A település lakossága az elmúlt években az alábbi módon változott:
| Lakosok száma | 1231 | 1215 | 1092 |
|               | 2017 | 2018 | 2023 |